# Pomerol
 Pomerol  es una población y comuna francesa, situada en la región de Aquitania, departamento de Gironda, en el distrito de Libourne y cantón de Libourne, encontrándose cerca de Burdeos. Es una de las principales regiones dentro del viñedo de Burdeos.

## Vino
Pomerol es una región donde se cultiva la vid y se produce una AOC que data de 1936. Abarca una zona de alrededor de 7,60 km². La mayor parte de los pequeños productores elaboran vino tinto generoso y de larga vida. Como en la denominación vecina de Saint Emilion, la variedad de uva usada predominantemente es la merlot, a menudo junto a cabernet franc y cantidades menores de cabernet sauvignon. A diferencia de otras regiones de Burdeos, no hay una clasificación oficial para los vinos en Pomerol. Sin embargo, a pesar de ello, vinos como Château Pétrus y Château Le Pin están considerados iguales, y alcanzarán precios similares, a los premier crus de Médoc y Saint Emilion como Château Latour y Château Cheval Blanc. 
Otra bodega de Pomerol es el Château Trotanoy. La denominación vecina y ligeramente más grande de Lalande de Pomerol produce vinos parecidos pero más sencillos, de menor duración y más asequibles.

## Demografía
| 1070 | 1116 | 1037 | 962 | 867 | 848 |
| Para los censos de 1962 a 1999 la población legal corresponde a la población sin duplicidades (Fuente: INSEE [Consultar]) |      |      |     |     |     |